# Пряничников, Алексей Валентинович
Алексе́й Валенти́нович Пря́ничников (13 января 1968, Свердловск — 15 января 2024, Москва) — советский боксёр, представитель тяжёлой весовой категории. Выступал за сборную СССР во второй половине 1980-х годов, чемпион мира и Европы среди юниоров, победитель Спартакиады народов СССР, бронзовый призёр чемпионата Советского Союза, победитель всесоюзных и международных турниров. Представлял спортивное общество «Локомотив» и ЦСКА. Мастер спорта СССР международного класса.

## Биография
Родился 13 января 1968 года в Свердловске.
Активно заниматься боксом начал с 14 лет и проходил подготовку под руководством заслуженного тренера РСФСР Виталия Васильевича Грибняка. Являлся воспитанником ДСО «Локомотив». Представлял Уральский военный округ, когда был призван в ряды Советской Армии. Затем Алексея пригласили в ЦСКА, и Пряничников переехал на постоянное жительство в Москву.
Начал показывать высокие результаты уже в юниорском боксе, заявив о себе в тяжелом весе в возрасте 17 лет. Под руководством заслуженного тренера РСФСР Константина Николаевича Копцева уверенно одержал победу на чемпионате мира среди юниоров в Бухаресте (Румыния) .
Месяц спустя принял участие в традиционной матчевой встрече сборной СССР со сборной США и победил американского боксёра Джорджа Пирса. По итогам сезона получил право на присвоение звания «Мастер спорта СССР международного класса». В следующем году одержал победу на молодежном чемпионате Европы в Копенгагене (Дания) и выиграл международный турнир в  Шверине (ГДР), в частности в финале досрочно победил немецкого боксёра Ральфа Пакхайзера. Неоднократно становился чемпионом СССР и РСФСР среди юношей и юниоров, выиграл 7 международных турниров.
В 1987 году Пряничников был лучшим боксером на взрослых международных турнирах в Пекине (КНР) и Тампере (Финляндия), дошёл до финала Кубка Европы в Ленинграде, где в решающем поединке уступил только титулованному Вячеславу Яковлеву. Принимал участие в чемпионате СССР 1988 года в Ташкенте, сумел дойти здесь до полуфиналов, завоевав награду бронзового достоинства. В финале предолимпийского международного турнира в Ленинграде вновь встречался с Яковлевым и взял у него убедительный реванш, был признан лучшим советским боксёром турнира. Тем не менее для попадания на летние Олимпийские игры в Сеуле этого оказалось недостаточно — на Игры отправился действующий чемпион СССР Александр Мирошниченко, ставший в итоге бронзовым призёром Олимпиады.
Имел победы над двукратным чемпионом Панамериканских игр кубинцем Хорхе Луисом Гонсалесом и серебряным призёром Олимпиады в Сеуле американцем Риддиком Боу, будущим абсолютным чемпионом мира среди профессионалов.
На ежегодном боксёрском турнире в Екатеринбурге, посвященном памяти Маршала Советского Союза Г. К. Жукова, традиционно разыгрывается приз чемпиона мира и Европы среди юниоров Алексея Валентиновича Пряничникова.
Скончался 15 января 2024 года на 57-м году жизни в Москве. Похоронен на Западном кладбище Екатеринбурга.